# Gmina Łask
Die Gmina Łask [wask] ist eine Stadt-und-Land-Gemeinde im Powiat Łaski der Woiwodschaft Łódź in Polen. Sitz des Powiats und der Gemeinde ist die gleichnamige Stadt (deutsch Lask) mit etwa 17.250 Einwohnern.

## Geographie

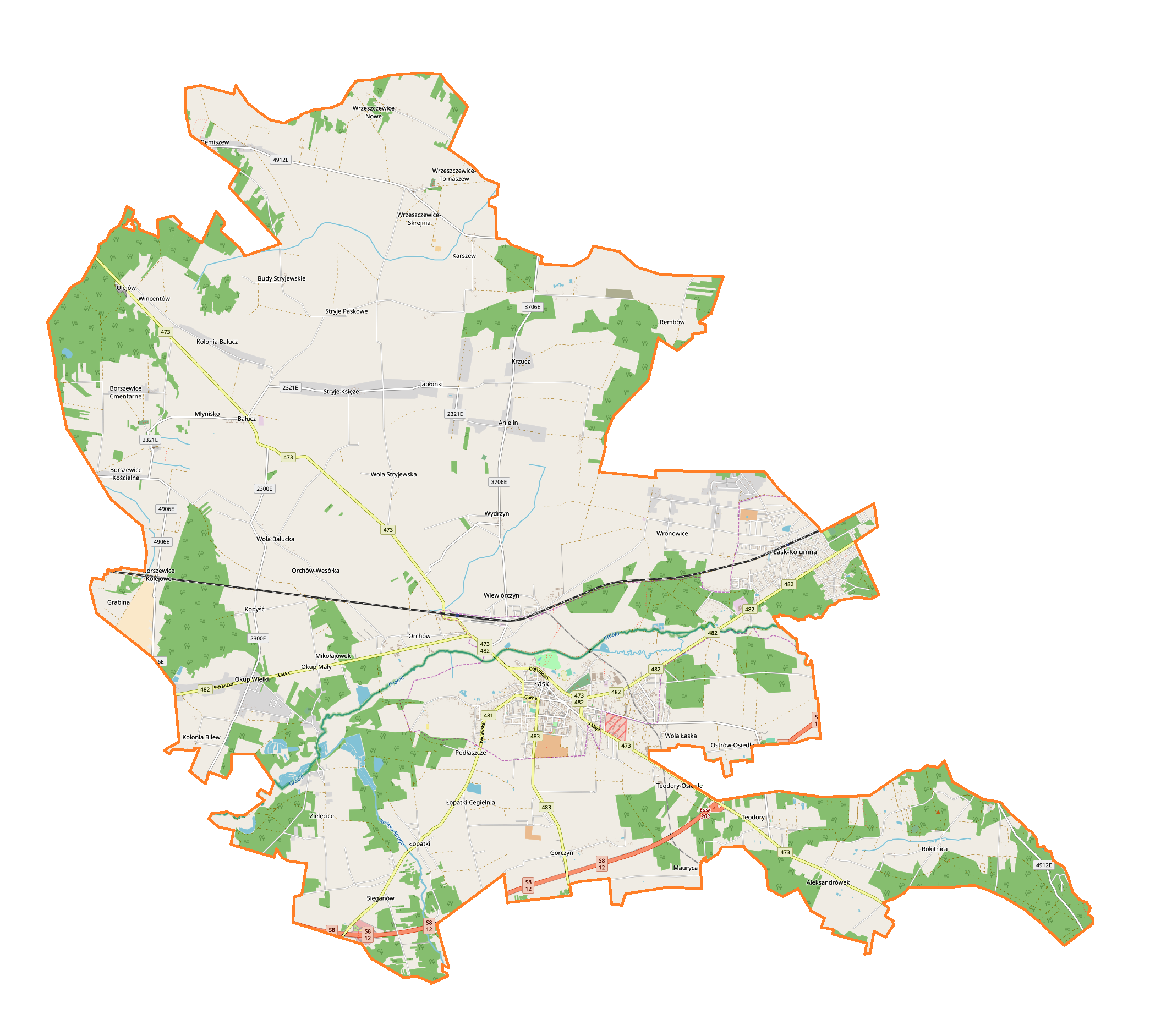
Karte der Gemeinde

Die Gemeinde liegt im Zentrum der Woiwodschaft, die Stadt Zduńska Wola liegt fünf Kilometer westlich, Pabianice zehn Kilometer und Łódź etwa 20 Kilometer östlich. Nachbargemeinden sind Buczek, Dobroń, Sędziejowice, Szadek, Wodzierady, Zelów und Zduńska Wola. Zu den Fließgewässern gehört die Grabia, ein 77 Kilometer langer Nebenfluss der Widawa.
Die Gemeinde hat eine Fläche von 146 km², von der 70 Prozent land- und 18 Prozent forstwirtschaftlich genutzt werden.

## Geschichte
Am 10. September 1953 wurde die Landgemeinde Gmina Wiewiórczyn in Gmina Łask umbenannt und ein Jahr später in mehrere Gromadas umgewandelt. Zum 1. Januar 1973 wurde die Gemeinde Łask neu geschaffen. Sie kam von 1975 bis 1998 zur Woiwodschaft Sieradz, die im modernen Polen nur in dieser Zeit bestand.

### Partnerschaften
Am 6. November 1999 ging die Gemeinde mit der Stadt Dannenberg (Elbe) in Niedersachsen eine Städtepartnerschaft ein, nach Bildung der Samtgemeinde Elbtalaue wurde diese im Juni 2008 auf die Gemeinde erweitert. Seit Januar 2004 besteht eine Partnerschaft mit der belarussischen Stadt Lahojsk.

## Gliederung
Zur Stadt-und-Land-Gemeinde (gmina miejsko-wiejska) Łask gehören neben der Stadt selbst 32 Dörfer mit einem Schulzenamt (sołectwo):
Aleksandrówek
Anielin
Bałucz
Borszewice
Budy Stryjewskie
Gorczyn
Karszew
Kopyść
Krzucz
Łopatki
Mauryca
Okup Mały
Okup Wielki
Orchów
Ostrów
Rembów
Remiszew
Rokitnica
Sięganów
Stryje Księże
Stryje Paskowe
Teodory
Wiewiórczyn
Wola Bałucka
Wola Łaska
Wola Stryjewska
Wronowice
Wrzeszczewice
Wrzeszczewice Nowe
Wydrzyn
Zielęcice
Weitere kleine Ortschaften der Gemeinde sind:
Grabina
Jabłonki
Kolonia Bałucz
Kolonia Bilew
Łętków
Łopatki-Cegielnia
Mikołajówek
Młynisko
Orchów-Wesółka
Ostrów-Osiedle
Podłaszcze
Szadek
Teodory-Osiedle
Ulejów
Wincentów
Wrzeszczewice-Skrejnia
Wrzeczewice-Tomaszew

## Denkmalgeschützte Sehenswürdigkeiten
- Kirche in Borszewice Koscielne, 1894–1902 errichtet[5][6]
- Herrenhaus in Gorczyn (18./19. Jahrhundert)[7]
- Herrenhaus in Karszew (19. Jahrhundert, abgegangen)[8]
- Pfarrkirche in Łask, errichtet 1525 und 18. Jahrhundert[9]
- Holzkirche in Łask, errichtet 1666[10]
- Stadtpark in Łask, ehemals Park des Herrenhauses (18. Jahrhundert)[11]
- Haus in Łask, Kosciuszki 2 (1909)[12]
- Haus in Łask, 11 Listopada 1 (19. Jahrhundert)[13]
- Haus in Łask, 11 Listopada 2 (19. Jahrhundert)[14]
- Haus in Łask, 11 Listopada 3 (19. Jahrhundert)[15]
- Haus in Łask, 11 Listopada 6 (19. Jahrhundert)[16]
- Haus in Łask, 11 Listopada 7 (19. Jahrhundert)[17]
- Befestigtes Gut in Łopatki (16. Jahrhundert)[18]
- Herrenhaus in Ostrów (Anfang des 20. Jahrhunderts)[19]
- Herrenhaus in Wola Bałucka[20]

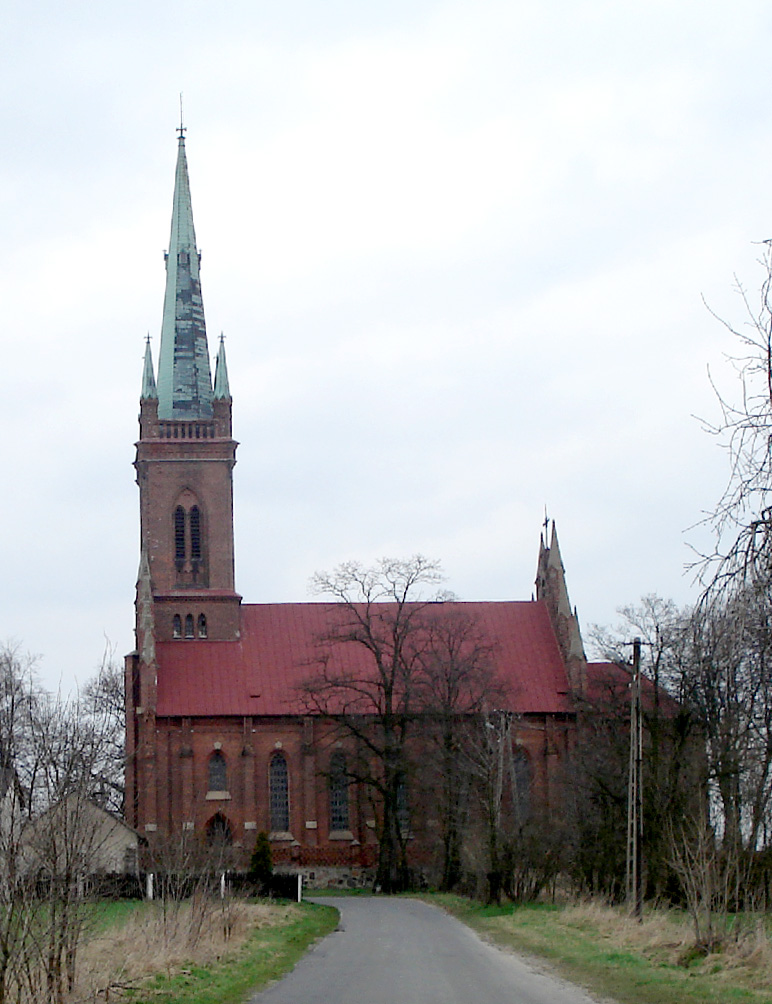
Kirche in Borszewice
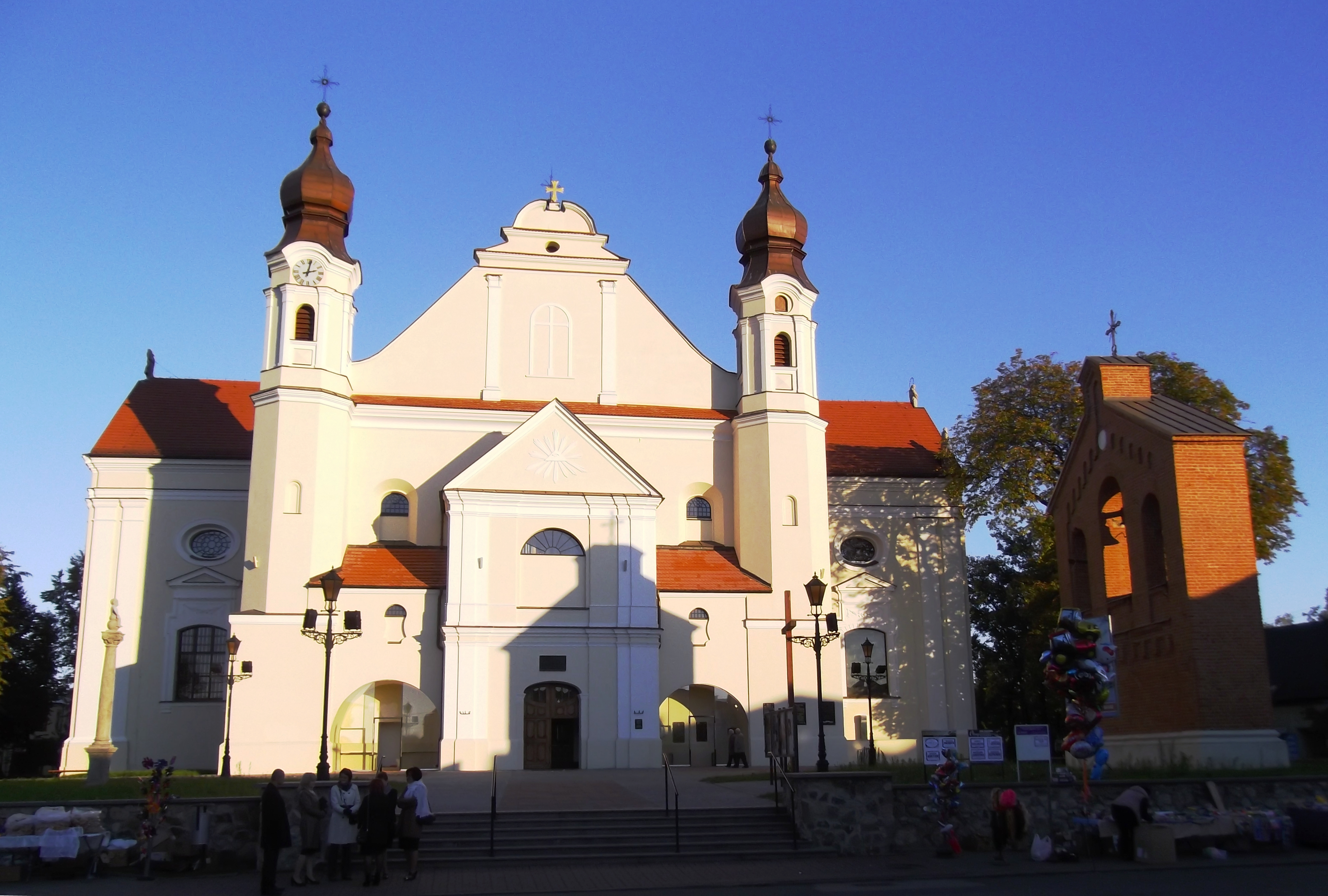
Pfarrkirche in Łask
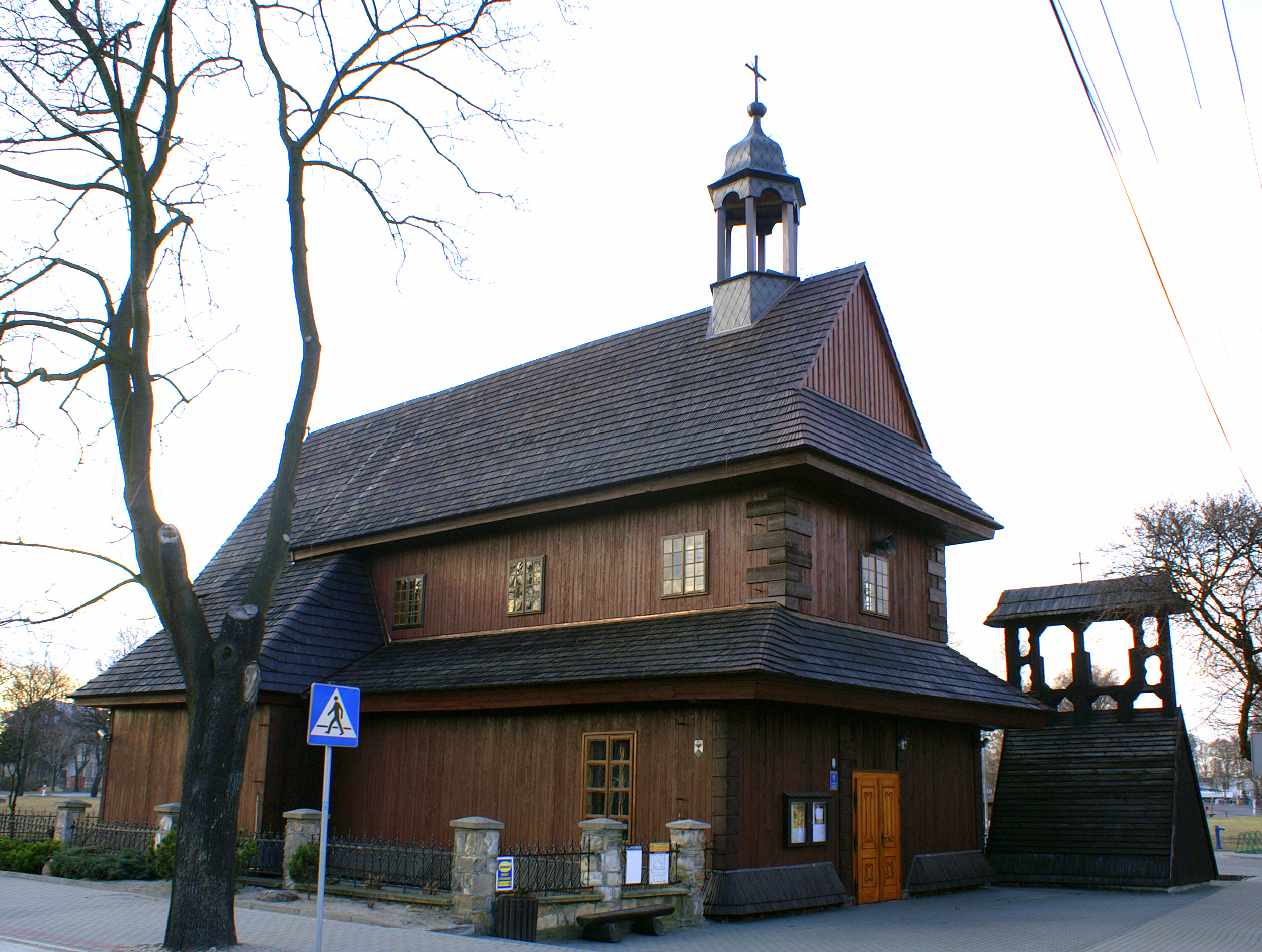
Holzkirche in Łask
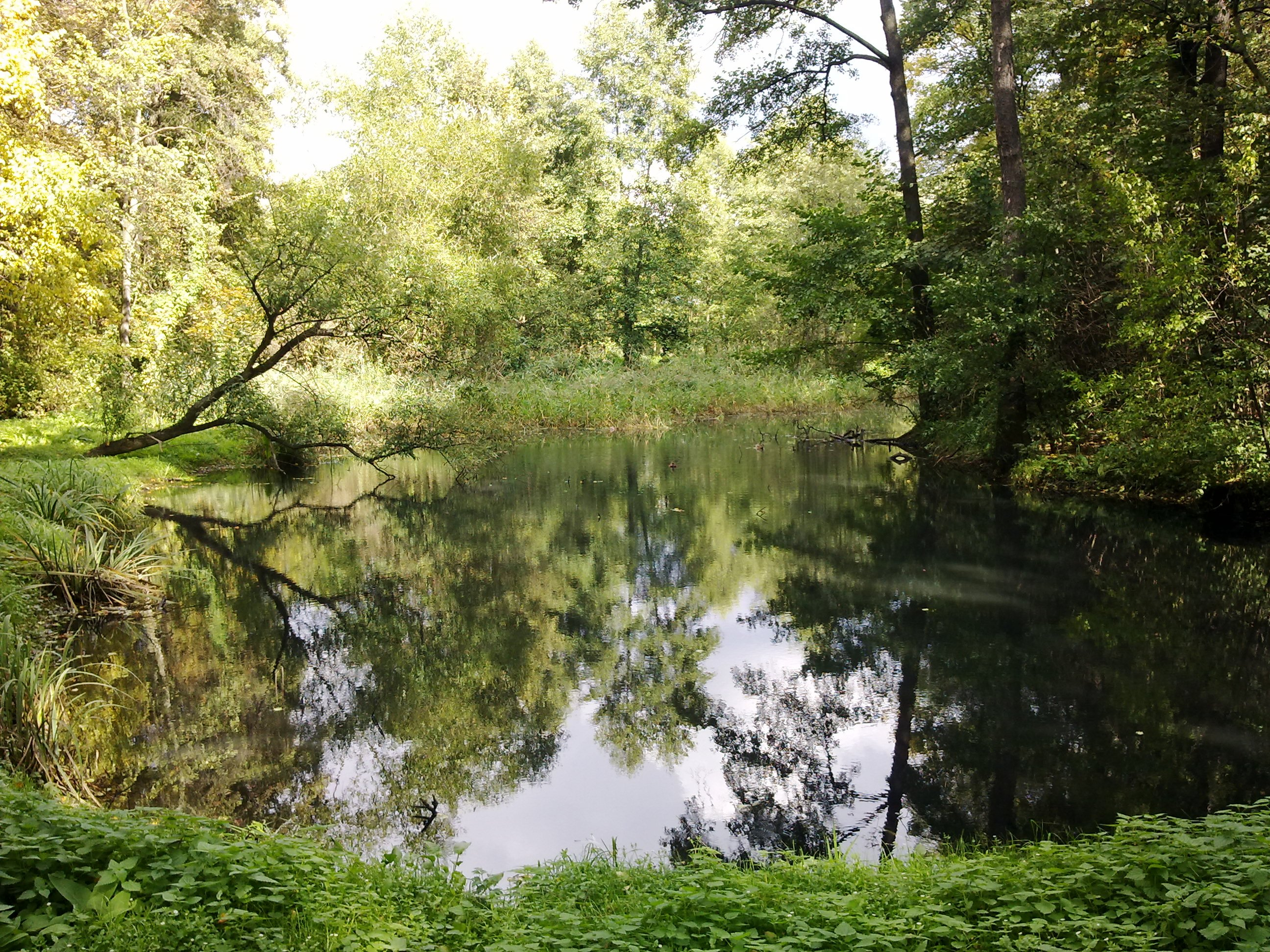
Park in Łask
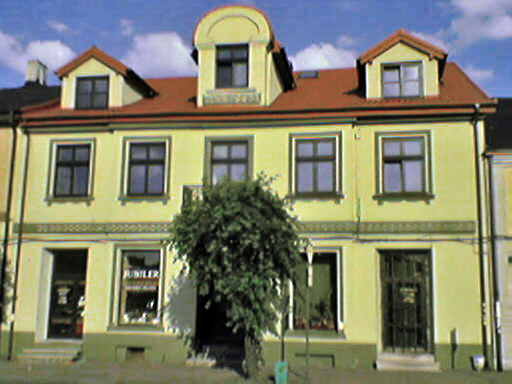
Haus 11 Listopada 2 in Łask
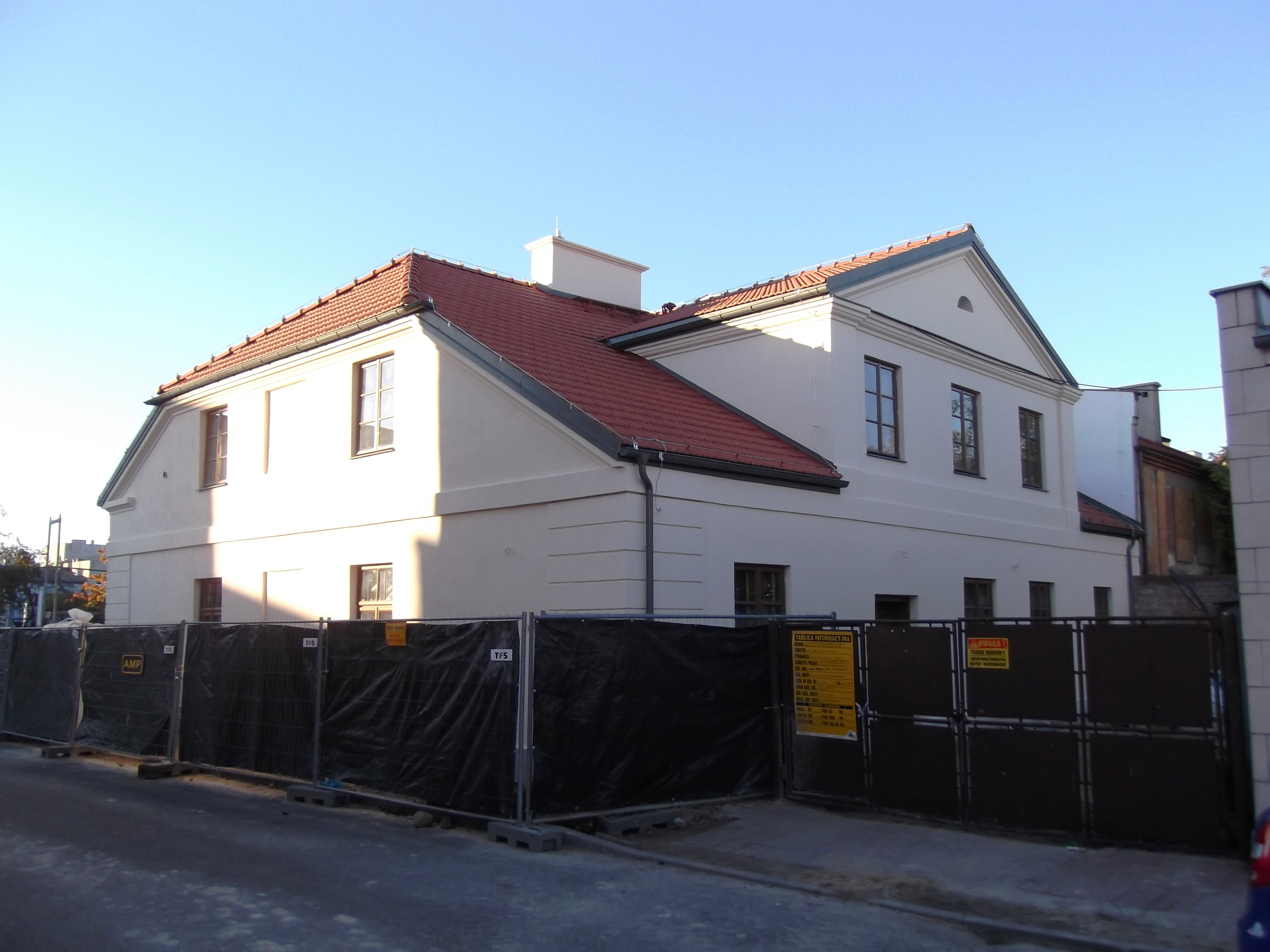
Haus 11 Listopada 7 in Łask
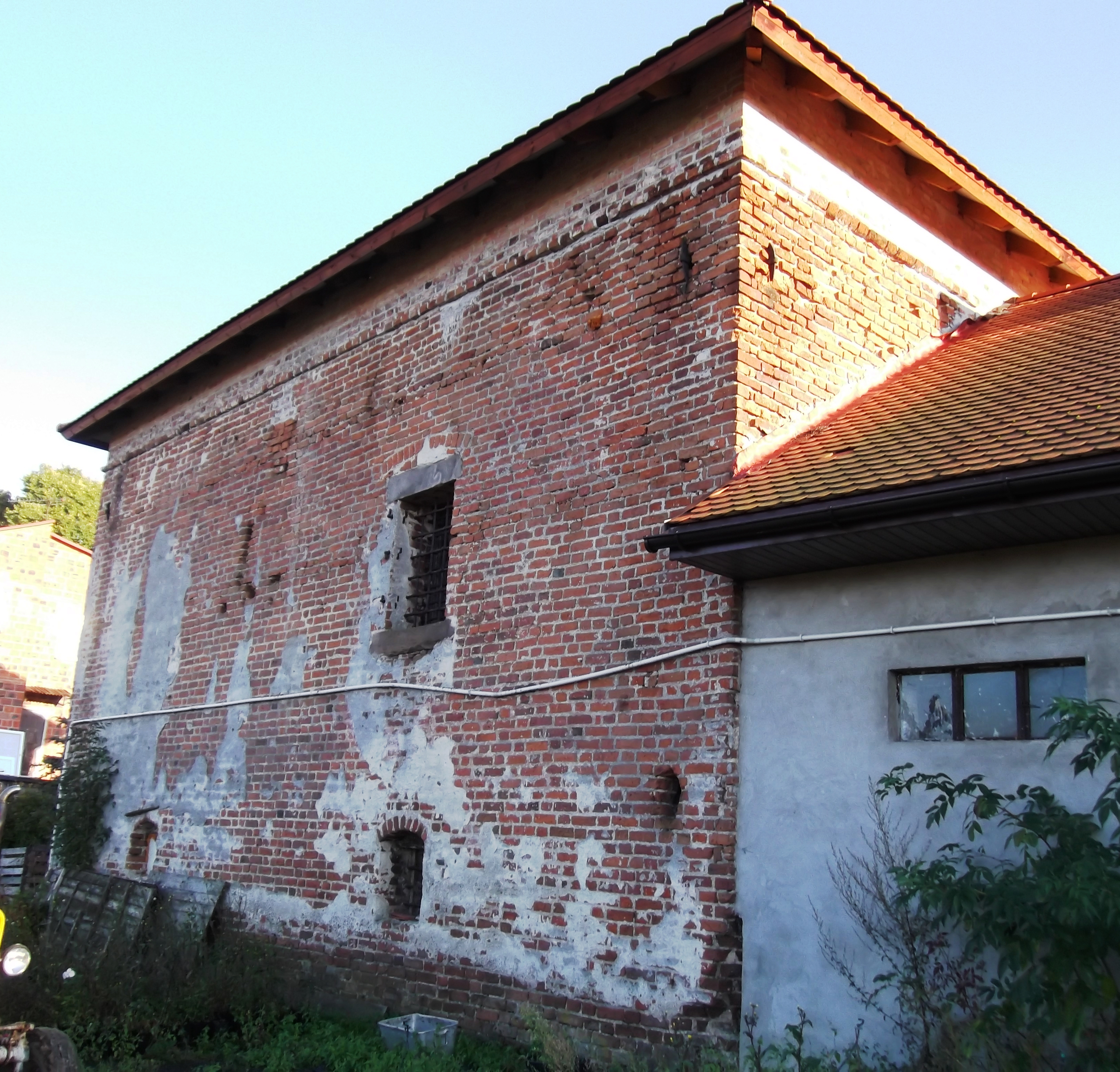
Gut in Łopatki
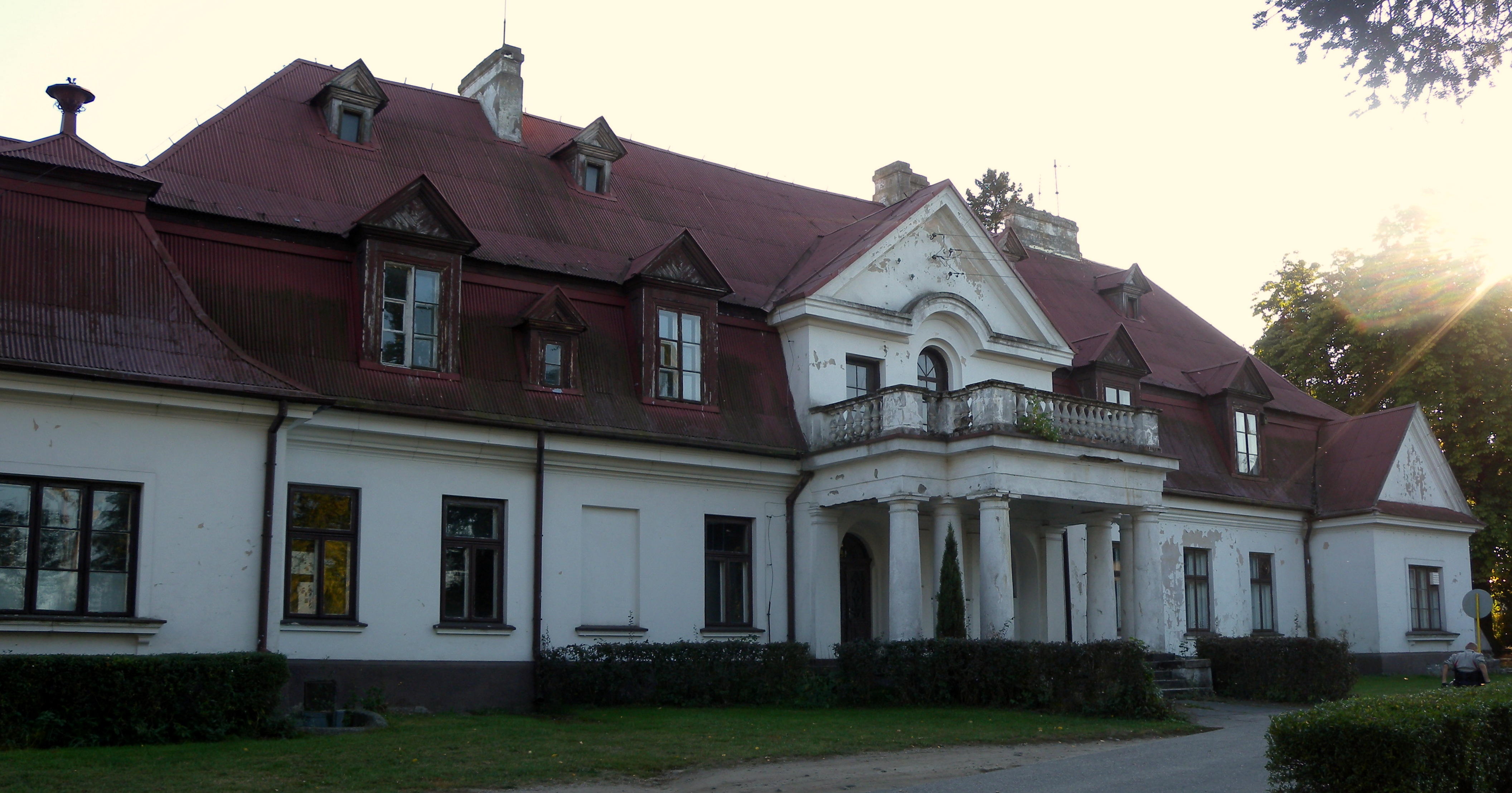
Herrenhaus in Ostrów

## Verkehr
Die wichtigsten Straßen sind die Landesstraße DK12 in West-Ost-Richtung und die DK14 in Nord-Süd-Richtung. Łódź ist der nächste internationale Flughafen, der Militärflugplatz Łask hat keinen zivilen Bereich.
Die Stadt hat einen Fernbahnhof der Bahnstrecke Łódź–Ostrów Wielkopolski–Forst (Lausitz), der auch von den Bewohnern umliegender Gemeinden genutzt wird.